# Xerotyphlops socotranus
Xerotyphlops socotranus är en ormart som beskrevs av Boulenger 1889. Xerotyphlops socotranus ingår i släktet Xerotyphlops och familjen maskormar. Inga underarter finns listade i Catalogue of Life.
Denna orm förekommer endemisk på ögruppen Sokotra som tillhör Jemen. Arten lever i låglandet och i kulliga områden upp till 550 meter över havet. Exemplar hittades i landskap med glest fördelade buskar av släktet Croton och i trädodlingar. Xerotyphlops socotranus gräver i lövskiktet och i det översta jordlagret. Honor lägger antagligen ägg.
Beståndet är känslig för intensivt bruk av betesmarker. Denna orm är sällsynt. IUCN kategoriserar arten globalt som otillräckligt studerad.